# Käselow (Bobitz)
Käselow ist ein Ortsteil der Gemeinde Bobitz im Landkreis Nordwestmecklenburg in Mecklenburg-Vorpommern.

## Geografie und Verkehrsanbindung
Käselow liegt nordwestlich des Kernortes Bobitz an der Landesstraße L 12. Die A 20 verläuft südlich und östlich. Am westlichen Ortsrand liegt der 64 ha große Tressower See. Mit ungefähr 20 Wohnhäusern und 60 Einwohnern ist es ein relativ kleines Dorf zwischen Gressow und Tressow liegend.